# Баликса
Баликса́ (рос. Балыкса) — село у складі Красногорського району Алтайського краю, Росія. Входить до складу Усть-Кажинської сільської ради.

## Населення
Населення — 104 особи (2010; 133 у 2002).
Національний склад (станом на 2002 рік):
- росіяни — 95 %